# سسکک بال‌سرخ
سسکک بال‌سرخ یا پرینیای بال‌سرخ (نام علمی: Prinia erythroptera) یک گونه پرنده از خانواده سبدنشینان است که در گذشته به جنس تک‌نماد Heliolais وابسته بود. در بنین، بورکینافاسو، کامرون، جمهوری آفریقای مرکزی، چاد، جمهوری دموکراتیک کنگو، ساحل عاج، اتیوپی، گامبیا، غنا ، گینه ، گینه بیسائو، کنیا، لیبریا، مالاوی، مالی، نیزامب، مالاوی، مالی، نیزامب نیجریه، سنگال، سیرالئون، سودان، تانزانیا، توگو، اوگاندا، زامبیا و زیمبابوه یافت می‌شود که زیستگاه طبیعی آن ساوانای خشک است.